# Lo Wei
Lo Wei (xinès tradicional: 羅維, xinès simplificat: 罗維, Jiangsu, Xina, 12 de desembre de 1918 − Hong Kong, 20 de gener de 1996) va ser un director de cinema i actor de Hong Kong, conegut pels seus films Kàrate a mort a Bangkok i Fúria oriental —posant en escena Bruce Lee. Després de la mort de Lee, Lo dona a Jackie Chan la seva oportunitat la seva oportunitat, posant-lo en escena a New Fist of Fury el 1976. Lo mor el 20 de gener de 1996 d'una fallada cardíaca.

## Noms alternatius
- William Lowe
- Wei Luo
- Wei Lo

## Filmografia[2]
- 1970: Brothers Five
- 1971: Kàrate a mort a Bangkok
- 1972: Fúria oriental
- 1976: Shao Lin mu ren xiang
- 1976: New Fist of Fury
- 1976: Feng yu shuang liu xing
- 1977: Snake and Crane: The Arts of Shaolin
- 1977: To Kill With Intrigue
- 1978: Magnificent Bodyguards
- 1978: Quan Jing
- 1979: Long quan
- 1983: Long teng hu yue